# Castellers del Poble Sec
Los Castellers del Poble Sec son una agrupación de Castells situada en el barrio de Pueblo Seco, Barcelona. Los Castellers del Poble Sec realizan su actuación en el mes de julio. Tienen como color identificativo de la camisa azul pero al inicio de la creación los integrantes de la colla querían que la camisa fuese verde, el resultado que fuese azul es porque era más barata la camisa azul que la verde. 
Los miembros de la agrupación son nombrados Bandarres porque su local social de la colla se llama Can Bandarra. Este se sitúa en la calle Blesa y fue inaugurado el año 2014. Los ensayos se realizan en el propio local ya que dispone de una sala de una alzada idónea para realizar allí el ensayo. 
Los castillos más importantes conseguidos hasta ahora se encuentran, el tres de ocho, el cuatro de ocho y  la torre de siete. La combinación de estos castillos en una misma actuación nombra como clásica de ocho, conseguida el 15 de noviembre de 2015.
```
[
2
]
```

## Historia
El colectivo se fundó a finales del año 1998 y se presentó oficialmente el julio de 1999 consiguiendo en la fiesta mayor del barrio un tres de seis. 
A lo largo de estos años consiguieron levantar más de 250 castillos, dominando el pilar de 5 y los castillos de seis pisos. Al 2010 consolidaron los castillos de gamma básica de siete. 
El año 2000 consiguieron con regularidad los castillos básicos de 6. El 2002 descargaban también la torre de 6 y el 5 de 6 y el pilar de 5. Un año más tarde descargaron el primer 3 de 7 i por las fiestas de la Mercè el 4 de 7.  
El 18 de julio de 2010, con su motivo de su onceno aniversario, descargarán el 3 de 7 con aguja, el 5 de 7 y el 4 de 7 con aguja, finalizarán con un vano de 5 la que desde entonces fue su mejor actuación de su historia. El año 2010 la colla fue una de las agrupaciones más destacadas de entre 28 collas que organizaron los talleres integradores de inmigrantes. La primera clase asistieron unas 70 personas y la segunda de 30.
El 17 de julio de 2011 consiguieron cargar el primer 2 de 7 de su historia. No fue hasta el siguiente año a Badalona el 18 de noviembre que descargaron esta estructura. El 15 de julio de 2012 consiguieron descargar el primer 3 de 7 levantado por debajo de su historia. 
El octubre del 2013 consiguieron por primera vez el cuatro de ocho en la plaza de la Vila de Gràcia. Al año siguiente consolidaron esta estructura.
El año 2015 fue el año donde pudieron consolidar la estructura del cuatro de ocho y pudieron llevar a cabo en su última actuación el tres de ocho acompañado por el cuatro de ocho y la torre de siete, haciendo así la clásica de ocho.

## Galería

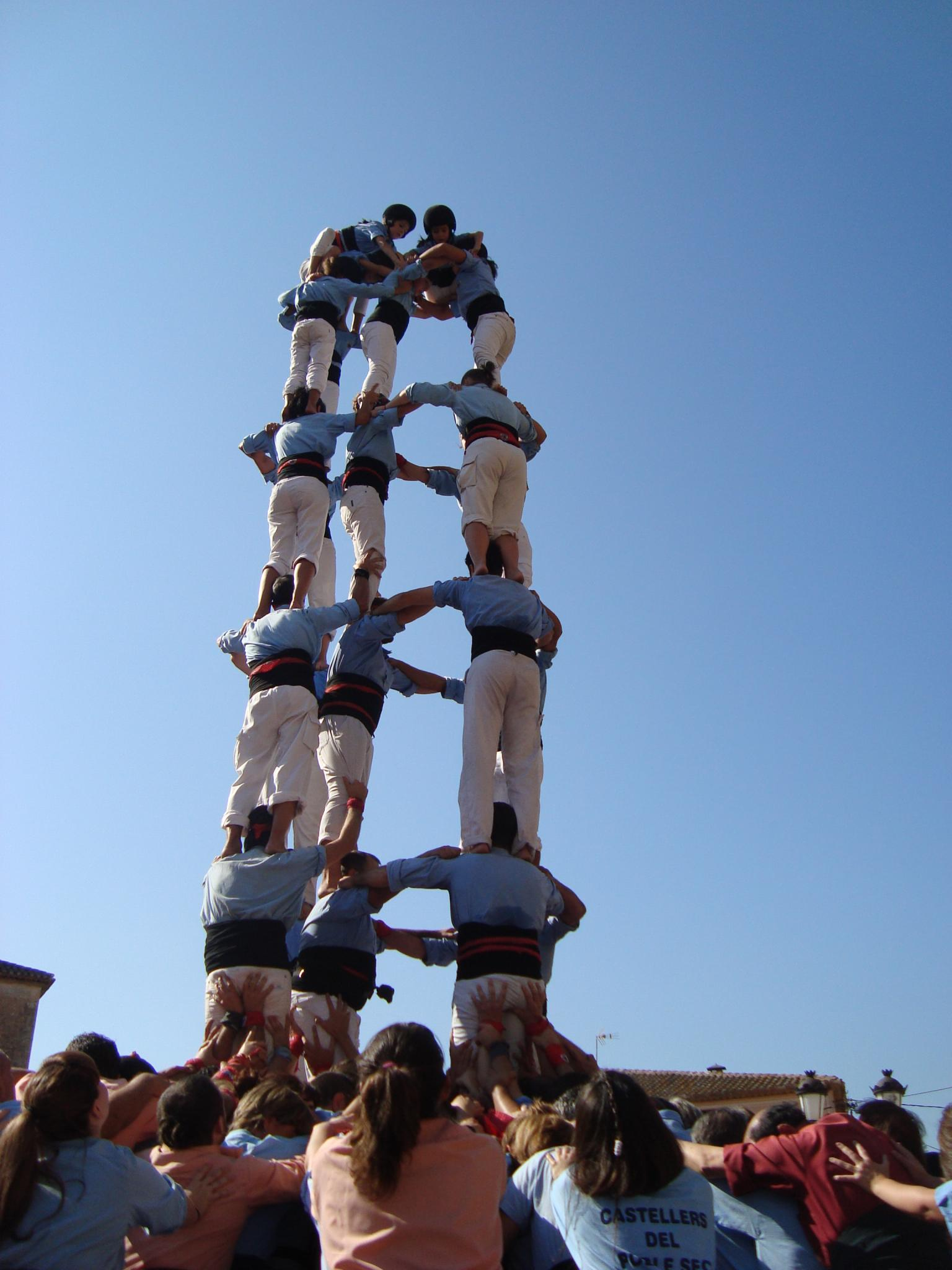
5de7 Concur7 2011
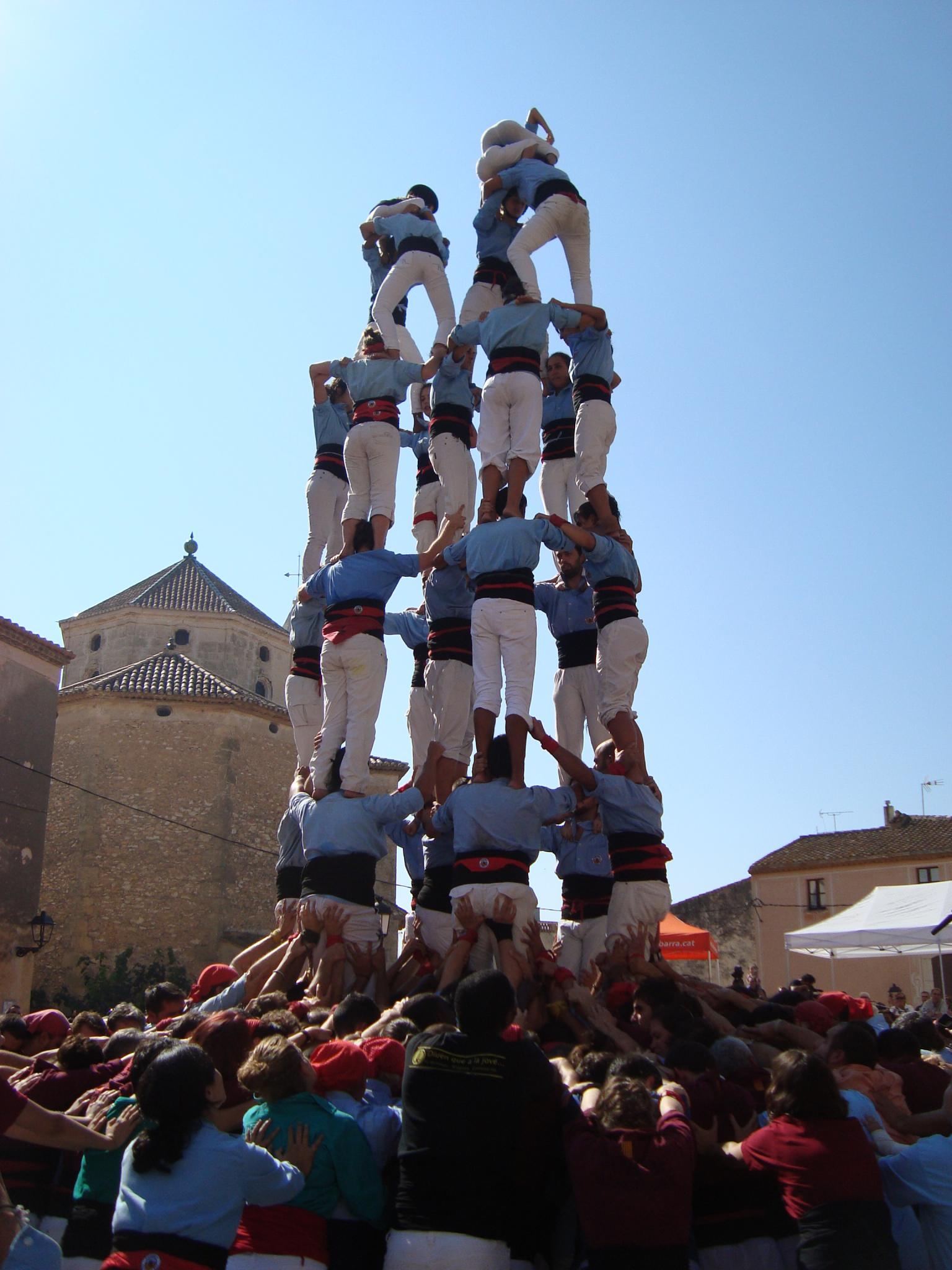
7de7 al Concur7 2011

## Información complementaria
- Almirall, J.(2011) Castells. Tocant el cel amb la mà. Barcelona:Triangle Postals